# El Guabo (Ecuador)
El Guabo es una ciudad ecuatoriana; cabecera cantonal del Cantón El Guabo, así como la quinta urbe más grande y poblada de la Provincia de El Oro. Se localiza al sur de la región litoral del Ecuador, asentada en una extensa llanura, a una altitud de 15 m s. n. m. y con un clima tropical de 25 °C en promedio.
Es popularmente llamada "La Perla Orense". En el censo de 2022 tenía una población de 26.635 habitantes, lo que la convierte en la quincuagésima séptima ciudad más poblada del país. Forma parte de la área metropolitana de Machala, pues su actividad económica, social y comercial está fuertemente ligada a Machala, siendo "ciudad dormitorio" para miles de personas que se trasladan a aquella urbe por vía terrestre diariamente. El conglomerado alberga a 476.848 habitantes, y ocupa la séptima posición entre las conurbaciones del Ecuador.
Sus orígenes datan del siglo XVIII, pero es a mediados del siglo XX, debido a la su producción agropecuaria, cuando presenta un acelerado crecimiento demográfico hasta convertirse en uno de los principales núcleos urbanos de la provincia. Es uno de los más importantes centros administrativos, económicos, financieros y comerciales de El Oro. Las actividades principales de la ciudad son agricultura y el comercio.

## Toponimia
El nombre de la ciudad proviene de la época colonial, en la que el trasporte era mayoritariamente fluvial, realizado mediante canoas, las cuales, al llegar a la zona donde hoy se asienta la urbe, eran ammaradas a un árbol de guabo (Inga feuilleei), por lo que empezó a llamarse al lugar: Puerto El Guabo, consolidándose el nombre en el siglo XIX, con la parroquialización de El Guabo, en 1882.

## Historia
A inicios del siglo XVIII, surgió un pequeño asentamiento, a orillas del río Jubones. Los primeros pobladores de la zona, comenzaron cultivando cacao, además de dedicarse a la ganadería y la pesca. En este periodo, la población era escasa, producto de la explotación y las enfermedades, que diezmaron a la población indígena. Tras la independencia, el territorio actual de El Guabo pasó a pertenecer al Cantón Machala, aunque dicha entidad fue suprimida en 1835. En aquel año, llegarían a la zona, Leandro Serrano y Juan Pazmiño, quienes se radicaron al margen del río Jubones. Aquel fue el origen de las principales familias de terratenientes de la zona, quienes tenían el poder político y económico de El Guabo y gran parte del territorio que actualmente forma la Provincia de El Oro.
En 1842, la se desató una epidemia de fiebre amarilla en el litoral ecuatoriano, afectando a la zona. Por tal motivo, Piura y todo el norte peruano, prohibió el comercio con Ecuador, por lo que surgió el contrabando, el mismo que floreció en el lugar, debido a la poca presencia de las autoridades. En 1852, cuando Juan José Flores intentó invadir el país para retomar el poder, los habitantes locales organizaron las montoneras, que rechazaron la invasión, deteniendo en Borbones a dos embarcaciones que transportaban abastos para las tropas de Flores. En represalia, se ordenó atacar la población; no obstante, los pobladores se refugiaron en el monte, y los pocos ancianos que quedaron fueron masacrados. El 11 de julio, las montoneras contraatacaron, venciendo en una encarnizada batalla en la que consiguieron expulsar a las tropas floreanas. Es así que El Guabo y otras localidades cercanas fueron reconocidas por la Asamblea Nacional, el 31 de agosto de 1852
Un segundo boom cacaotero surgido en 1880, permitió consolidar el poder económico de los terratenientes de la zona, principalmente de la familia Serrano. El Guabo se adhirió a la lucha de Eloy Alfaro contra el gobierno de Ignacio de Veintemilla, aportando con combatientes para las montoneras. También fue la base desde donde Santiago Murillo reorganizó a sus hombres, para tomar la ciudad de Machala, en febrero de 1883. En 1895, estalló la Revolución liberal, el 31 de abril, el entonces coronel Manuel Serrano arribó a El Guabo, recibiendo el apoyo de la población local. El 2 de mayo, El Guabo hizo una proclama, en la que desconocía al gobierno de Vicente Lucio Salazar, uniéndose a la causa liberal. Posteriormente, Serrano tomó las localidades de Pasaje y de Santa Rosa, y finalmente se enfrentaría a las fuerzas de Salazar en la Batalla de las Carretas, el 9 de mayo, saliendo victorioso.

## Clima
De acuerdo con la clasificación climática de Köppen, El Guabo experimenta un clima semiárido cálido (BSh), el cual se caracteriza por las temperaturas altas con una temporada lluviosa moderada, cuyas precipitaciones pueden llegar a ser intensas pero breves, por lo que a lo largo del año predomina el clima seco. Su temperatura promedio anual es de 26 °C; con un promedio de 28,2 °C, marzo es el mes más cálido, mientras agosto es el mes más frío, con 23,8 °C en promedio. Si bien la temperatura real no es extremadamente alta, la humedad hace que la sensación térmica se eleve hacia los 36 °C o más. Es un clima isotérmico, con una amplitud térmica anual inferior a 5 °C entre el mes más frío y el más cálido. Hay una diferencia de 199,4 mm de precipitación entre los meses más secos y los más húmedos; marzo (18 días) tiene los días más lluviosos por mes en promedio, mientras la menor cantidad de días lluviosos se mide en agosto (12 días). La humedad relativa también es constante, con un promedio anual de 86,1 %. Debido a que las estaciones del año no son sensibles en la zona ecuatorial, tiene exclusivamente dos estaciones: un poco pluvioso y cálido invierno, que va de noviembre a mayo, y un "verano" seco y ligeramente más fresco, entre junio y octubre.

## Política
Territorialmente, la ciudad de El Guabo está organizada en una sola parroquia urbana, mientras que existen tres parroquias rurales con las que complementa el área total del Cantón El Guabo. El término "parroquia" es usado en el Ecuador para referirse a territorios dentro de la división administrativa municipal.
La ciudad de y el cantón El Guabo, al igual que las demás localidades ecuatorianas, se rige por una municipalidad según lo previsto en la Constitución de la República. El Gobierno Autónomo Descentralizado Municipal de El Guabo, es una entidad de gobierno seccional que administra el cantón de forma autónoma al gobierno central. La municipalidad está organizada por la separación de poderes de carácter ejecutivo representado por el alcalde, y otro de carácter legislativo conformado por los miembros del concejo cantonal.
La Municipalidad de El Guabo, se rige principalmente sobre la base de lo estipulado en los artículos 253 y 264 de la Constitución Política de la República y en la Ley de Régimen Municipal en sus artículos 1 y 16, que establece la autonomía funcional, económica y administrativa de la Entidad.

### Alcaldía
El poder ejecutivo de la ciudad es desempeñado por un ciudadano con título de Alcalde del Cantón El Guabo, el cual es elegido por sufragio directo en una sola vuelta electoral, sin fórmulas o binomios en las elecciones municipales. El vicealcalde no es elegido de la misma manera, ya que una vez instalado el Concejo Cantonal se elegirá entre los ediles un encargado para aquel cargo. El alcalde y el vicealcalde duran cuatro años en sus funciones, y en el caso del alcalde, tiene la opción de reelección inmediata o sucesiva. El alcalde es el máximo representante de la municipalidad y tiene voto dirimente en el concejo cantonal, mientras que el vicealcalde realiza las funciones del alcalde de modo suplente mientras no pueda ejercer sus funciones el alcalde titular.
El alcalde cuenta con su propio gabinete de administración municipal mediante múltiples direcciones de nivel de asesoría, de apoyo y operativo. Los encargados de aquellas direcciones municipales son designados por el propio alcalde. Actualmente, el Alcalde de El Guabo es el Lic. Hitler Álvarez, reelegido para el periodo 2023-2027.

### Concejo cantonal
El poder legislativo de la ciudad es ejercido por el Concejo Cantonal de El Guabo el cual es un pequeño parlamento unicameral que se constituye al igual que en los demás cantones mediante la disposición del artículo 253 de la Constitución Política Nacional. De acuerdo a lo establecido en la ley, la cantidad de miembros del concejo representa proporcionalmente a la población del cantón.
El Guabo posee siete concejales, los cuales son elegidos mediante sufragio (Sistema D'Hondt) y duran en sus funciones cuatro años, pudiendo ser reelegidos indefinidamente. De los siete ediles, cuatro representan a la población urbana, mientras que tres representan a las tres parroquias rurales. El alcalde y el vicealcalde presiden el concejo en sus sesiones. Al recién instalarse el concejo cantonal por primera vez, los miembros eligen de entre ellos un designado para el cargo de vicealcalde de la ciudad.

## Turismo
La ciudad se encuentra con una creciente reputación como destino turístico; a través de los años, Pasaje ha incrementado notablemente su oferta turística; actualmente, el índice turístico creció gracias a la campaña turística emprendida por el gobierno de Rafael Correa, "All you need is Ecuador". El turismo de la ciudad se enfoca en su belleza natural y la gastronomía. En cuanto al turismo ecológico, la urbe cuenta con espaciosas áreas verdes a su alrededor, y la mayoría de los bosques y atractivos turísticos cercanos están bajo su jurisdicción.

## Transporte
El transporte público es el principal medio transporte de los habitantes de la ciudad y sus alrededores. La urbe posee un servicio de bus público urbano en expansión, y es una de las pocas ciudades orenses que cuenta con uno. El sistema de bus no es amplio y está conformado por pocas unidades de transporte urbano. La tarifa del sistema de bus es de 0,35 USD, con descuento del 50 % a grupos prioritarios (menores de edad, adultos mayores, discapacitados, entre otros). Además, existen los buses interparroquiales e intercantonales para el transporte a localidades cercanas.
Gran parte de las calles de la ciudad están asfaltadas o adoquinadas, aunque algunas están desgastadas y el resto de calles son lastradas, principalmente en los barrios nuevos que se expanden en la periferia de la urbe.

#### Avenidas importantes
- Sucre
- Del Ejército
- Azuay
- MAchala
- VP1
- 3 de noviembre

## Educación
La ciudad cuenta con una regular infraestructura para la educación. La educación pública en la ciudad, al igual que en el resto del país, es gratuita hasta la universidad (tercer nivel) de acuerdo a lo estipulado en el artículo 348 y ratificado en los artículos 356 y 357 de la Constitución Nacional. Varios de los centros educativos de la ciudad cuentan con un gran prestigio. La ciudad está dentro del régimen Costa por lo que sus clases inician los primeros días de abril y luego de 200 días de clases se terminan en el mes de febrero. La infraestructura educacional presentan anualmente problemas debido a sus inicios de clases justo después del invierno, ya que las lluvias por lo general destruyen varias partes de los plantes educativos en parte debido a la mala calidad de materiales de construcción, especialmente a nivel marginal.

## Economía
El Guabo es una ciudad de amplia actividad comercial. Alberga grandes organismos financieros y comerciales de la zona. Su economía se basa en el comercio, la ganadería y la agricultura. Pasaje por ser una zona agrícola, posee una gran variedad de producción los mismos que sirven tanto para exportación así mismo como para el consumo interno. Los principales ingresos de los pasajeños son el comercio formal e informal, los negocios, la agricultura y la acuicultura; el comercio de la gran mayoría de la población consta de pymes y microempresas, sumándose de forma importante la economía informal que da ocupación a miles de personas.
La actividad comercial y los beneficios que brindan se ven también a nivel corporativo, las oportunidades del sector privado al desarrollar modelos de negocios que generen valor económico, ambiental y social, están reflejadas en el desarrollo de nuevas estructuras, la inversión privada ha formado parte en el proceso del crecimiento de la ciudad, los proyectos inmobiliarios, urbanizaciones privadas, y oficinas, han ido en aumento, convirtiendo a la ciudad en un punto estratégico y atractivo para hacer negocios en la provincia.

## Medios de comunicación
La ciudad posee una red de comunicación en continuo desarrollo y modernización. En la ciudad se dispone de varios medios de comunicación como prensa escrita, radio, televisión, telefonía, Internet y mensajería postal.
- Telefonía: Si bien la telefonía fija se mantiene aún con un crecimiento periódico, esta ha sido desplazada muy notablemente por la telefonía celular, tanto por la enorme cobertura que ofrece y la fácil accesibilidad. Existen 3 operadoras de telefonía fija, CNT (pública), TVCABLE y Claro (privadas) y cuatro operadoras de telefonía celular, Movistar, Claro y Tuenti (privadas) y CNT (pública).
- Radio: En la localidad existe una gran cantidad de sistemas radiales de transmisión nacional y local, e incluso de provincias y cantones vecinos.
- Medios televisivos: La mayoría de canales son nacionales, aunque se ha incluido canales locales recientemente. El apagón analógico se estableció para el 31 de diciembre de 2023.[8]

## Deporte

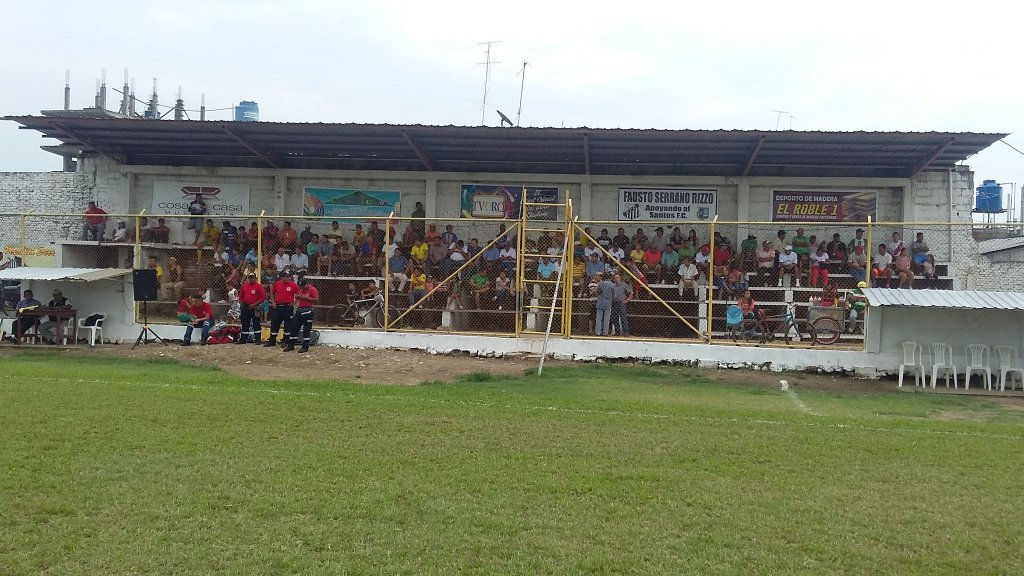
Estadio José María Mora.

La Liga Deportiva Cantonal de El Guabo es el organismo rector del deporte en todo el Cantón El Guabo y por ende en la urbe se ejerce su autoridad de control. El deporte más popular en la ciudad, al igual que en todo el país, es el fútbol, siendo el deporte con mayor convocatoria. El Santos F.C., es el único equipo guabeño activo en la Asociación de Fútbol Profesional de El Oro, que participa en el Campeonato Provincial de Fútbol de Segunda Categoría de El Oro. Al ser una localidad pequeña en la época de las fundaciones de los grandes equipos del país, El Guabo carece de un equipo simbólico de la ciudad, por lo que sus habitantes son aficionados en su mayoría de los clubes guayaquileños: Barcelona Sporting Club y Club Sport Emelec.
El principal recinto deportivo para la práctica del fútbol es el Estadio José María Mora, ubicado en la calle 9 de mayo. Es usado mayoritariamente para la práctica del fútbol y tiene capacidad para 2000 espectadores. El estadio es sede de distintos eventos deportivos a nivel local, así como es escenario para varios eventos de tipo cultural, especialmente conciertos musicales.